# 기리하라역 (니가타현)
기리하라역(일본어: 桐原駅)은 일본 니가타현 나가오카시에 위치한 동일본 여객철도 에치고선의 철도역이다. 단선 승강장 1면 1선의 구조를 갖춘 지상역이다.

## 이용 현황
| 승차 인원 추이 | 승차 인원 추이 |
| 연도           | 1일 평균       |
| -------------- | -------------- |
| 2009           | 60             |
| 2010           | 55             |

## 역 주변
- 국도 제116호선

## 역사
- 1919년 12월 5일 : 에치고 철도의 오지마야 역과 오코즈 역 간에, 기리하라 정류장으로서 설치함.
- 1920년 12월 28일 : 정거장으로 승격.
- 1927년 10월 1일 : 에치고 철도가 국유화되어, 국철 에치고선의 역이 됨.
- 1962년 2월 1일 : 화물 취급 폐지.
- 1974년 8월 27일 : 역 구내에서 여고생을 인질로 했던 농성 사건이 일어남.
- 1984년 3월 31일 : 현재의 역사가 준공됨.
- 1987년 4월 1일 : 일본국유철도 분할 민영화에 의해, 동일본 여객철도가 승계.

## 인접 역
| 동일본 여객철도 에치고선 | 동일본 여객철도 에치고선 | 동일본 여객철도 에치고선 |
| ------------------------ | ------------------------ | ------------------------ |
| 오지마야 가시와자키 방면 | ■ 에치고선               | 데라도마리 니가타 방면   |